# Laurel (chanteuse)
Pour les articles homonymes, voir Laurel.
Laurel Arnell-Cullen, plus connue sous le nom de Laurel, est une artiste d'indie pop britannique originaire de Southampton.

## Carrière

### 2013 - 2015:To The HillsetHoly Water
Laurel commence sa carrière en 2013 en postant une démo de sa chanson Blue Blood. La même année, elle sort Firebreather en tant que single officiel sur son SoundCloud. En 2014, Laurel signe avec la maison de disque Turn First Artists ; cette collaboration ne se révèle pas fructueuse car elle sort son premier EP To The Hills  indépendamment via son propre label, Next Time Records,,.
En décembre 2014, elle sort son deuxième EP intitulé Holy Water,,. En juillet 2015 sort une version finale de la chanson Blue Blood,.

### 2016 - 2017:Life Worth Living, San FransciscoetPark
Ce n’est qu'en mars 2016 que Laurel sort son premier single officiel, Life Worth Living. Cette chanson marque un tournant dans la carrière de Laurel. Elle change de registre et se tourne vers des influences indie rock fortes en utilisant une guitare électrique et une batterie. Elle supprime également ses anciens clips. Deux mois plus tard, en mai 2016, elle sort son second single, San Franscisco, qui lui vaudra la première place dans « Apple Music’s first Artist of the Week ».
En août 2016, Laurel annonce avoir signé avec Counter Records, une division de Ninja Tune Records. La jeune chanteuse annonce également une tournée au Royaume-Uni en novembre pour promouvoir son EP Park. Hurricane, qui est le premier single de son EP, sort en septembre 2016. Cette chanson attire l'attention des radios britanniques.

### 2018:Dog Violet
En août 2018, Laurel sort son premier album, Dog Violet. Cet album a des tonalités plus rock que ses précédents EPs avec très peu de production électronique. Same Mistakes, qui est le single promotionnel de l'album, sort en août 2018. Chaque chanson est d’abord écrite et enregistrée par Laurel dans sa maison, avant d’être terminée aux Studios Gizzard. La chanteuse annonce une tournée au Royaume-Uni et en Europe. En octobre 2018, elle est interviewée par M6 pour promouvoir son album en France. Toujours pour promouvoir Dog Violet, Laurel prévoit de faire une tournée en Australie en mai 2019 pour la première fois.
Le 1er mars 2019, elle publie un recueil de poèmes, intitulé The Mutterings of a Laurel.

## Discographie

### EPs
| Titre        | Détails                                                                                        | Tracklisting                                                             |
| ------------ | ---------------------------------------------------------------------------------------------- | ------------------------------------------------------------------------ |
| To The Hills | - Sorti le 7 avril 2014 - Label : Next Time Records - Format : Téléchargement                  | 1. To the Hills 2. Nicotine Dreams 3. Shells                             |
| Holy Water   | - Sorti le 15 décembre 2014 - Label : Next Time Records - Format : Téléchargement              | 1. I Forget 2. Memorials 3. Come Together (avec Sivu) 4. Holy Water      |
| Park         | - Sorti le 18 novembre 2016 - Label : Counter Records/Ninja Tune - Format : LP, Téléchargement | 1. Maybe Baby 2. Hurricane 3. Too Far 4. Goodbye (Demo)                  |
| Limbo Cherry | - Sorti le 18 juin 2021 - Label : Virgin Music - Format : LP, Téléchargement                   | 1. Let Go 2. Obsessed 3. You're the One 4. Wildside 5. Drown in Sunlight |

### Singles[17]
| Titre               | Détails                                                                           | Album          |
| ------------------- | --------------------------------------------------------------------------------- | -------------- |
| "Fire Breather"     | - Sorti le 6 janvier 2014 - Label : Next Time Records - Format : Téléchargement   | - N/A          |
| To The Hills        | - Sorti le 17 mars 2014 - Label : Next Time Records - Format : Téléchargement     | - To The Hills |
| Shells              | - Sorti le 20 octobre 2014 - Label : Next Time Records - Format : Téléchargement  | - To The Hills |
| Memorials           | - Sorti le 15 décembre 2014 - Label : Next Time Records - Format : Téléchargement | - Holy Water   |
| Blue Blood          | - Sorti le 8 juillet 2015 - Label : Turn First Records - Format : Téléchargement  | - N/A          |
| Life Worth Living   | - Sorti le 11 mars 2016 - Label : Theia Recordings - Format : Téléchargement      | - TBA          |
| San Francisco       | - Sorti le 6 mai 2016 - Label : Theia Recordings - Format : Téléchargement        | - TBA          |
| Hurricane           | - Sorti le 22 septembre 2016 - Label : Counter Records - Format : Téléchargement  | - Park         |
| Maybe Baby          | - Sorti le 9 novembre 2016 - Label : Counter Records - Format : Téléchargement    | - Park         |
| Too Far             | - Sorti le 16 novembre 2016 - Label : Counter Records - Format : Téléchargement   | - Park         |
| Scream Drive Faster | - Sorti le 11 août 2020 - Label : Communion - Format : Téléchargement             | N/A            |

### Albums studio
| Titre        | Détails                                           |
| ------------ | ------------------------------------------------- |
| Dogviolet    | - Sorti le 24 août 2018 - Label : Counter Records |
| Palpitations | - Sorti le 14 juin 2024 - Label : Communion Group |